# Бериллиевая бронза
Бериллиевая бронза — сплав меди, содержащий 0,5—3 % бериллия и, в некоторых случаях, другие добавки. Бериллиевая бронза совмещает высокую прочность с немагнитными свойствами и отсутствием искрения. Она превосходно подвергается металлообработке, формовке и резанию. Она находит множество применений в инструментах для опасных сред, музыкальных инструментах, приборах для высокоточных измерений, пулях, и воздушно-космическом пространстве. Пыль сплавов, содержащих бериллий, токсически опасна для лёгких.

## Свойства
Бериллиевая бронза — ковкая, хорошо сваривается и механически обрабатывается. Устойчива к неокисляющим кислотам (например, к соляной или угольной), продуктам распада пластмасс, абразивному износу и истиранию. Может подвергаться термической обработке для повышения прочности, износостойкости и электропроводности. Бериллиевая бронза имеет наибольшую прочность (до 1400 МПа) из всех сплавов на основе меди. Она имеет высокую теплопроводность (107 Вт/м·К), превышающую теплопроводность инструментальной стали в 3—5 раз.

## Токсичность
В компактном виде не токсична, однако, вдыхание пыли или дыма, содержащих бериллий, может привести к серьёзному заболеванию лёгких — бериллиозу. Это заболевание поражает в первую очередь лёгкие, ограничивая обмен кислорода между лёгкими и кровью. Международное агентство по изучению рака относит бериллий к первой группе канцерогенов человека. Национальная программа токсикологии также относит бериллий к канцерогенам.

## Применение
Бериллиевая бронза — это цветной сплав, используемый в пружинах, пружинной проволоке, датчиках нагрузки и других деталях, которые должны сохранять свою форму при многократных нагрузках и деформациях. Она имеет высокую электрическую проводимость, и используется в контактах низкого тока для батарей и электрических разъёмов.
Неискрящая, прочная и немагнитная, бериллиевая бронза отвечает требованиям директивы ATEX для зон 0, 1 и 2. отвёртки, плоскогубцы, гаечные ключи, зубила, ножи, и молотки из бериллиевой бронзы подходят для работы рядом с взрывоопасными веществами и во взрывоопасной атмосфере, например, на буровых вышках, в угольных шахтах и зерновых элеваторах. Другой сплав, иногда используемый для производства неискрящих инструментов — алюминиевая бронза. По сравнению со стальными инструментами инструменты из бериллиевой бронзы дороже в производстве, уступают им в прочности и долговечности, но достоинства бериллиевой бронзы в опасных средах могут перевешивать эти недостатки.
Бериллиевая бронза также используется для производства:
- некоторых ударных музыкальных инструментов, особенно бубнов и треугольников;
- криогенного оборудования, используемого при очень низких температурах, такого как рефрижераторы растворения, из-за механической прочности и относительно высокой теплопроводности сплава в этом диапазоне температур;
- бронебойных пуль[2], хотя такое использование необычно, потому что пули из стали стоят гораздо дешевле и имеют схожие свойства;
- набивок, используемых для создания RF-плотного (устойчивого к утечке радиочастоты), электронного уплотнения на дверях, используемых при испытании электромагнитной совместимости и безэховых камер.

Проволока из бериллиевой бронзы выпускается в нескольких формах: круглой, квадратной, плоской и фигурной, в мотках, в катушках и в виде прямых отрезков.
Втулки из сплава БрБ2 находят широкое применение в различных отраслях промышленности благодаря своим характеристикам, таким как высокая прочность, износостойкость и упругость. Они используются в узлах трения, подшипниках скольжения и других критически важных элементах оборудования, где требуется надежность и длительный срок службы.
Из-за блеска и внешнего сходства с золотом из бериллиевой бронзы изготавливают наградные знаки, различные металлические знаки различия, бижутерию, браслеты для часов и декоративные предметы для украшения интерьера. Так же используется для изготовления подделок под золотые украшения. Сплав имеет неофициальное название «рандоль».